# Калмахелидзе, Хатуна
Хатуна Калмахелидзе (груз. ხათუნა კალმახელიძე; род. 11 февраля 1979, г. Тбилиси) — грузинский государственный деятель, политик и дипломат, министр по исполнению наказаний и юридической помощи (21 декабря 2009 – 19 сентября 2012).

## Биография
В 2005 году окончила факультет политологии, Хантерского колледжа в Нью-Йорке.
В 2007 году окончила факультет международных отношений Университета Джорджа Вашингтона.
В 2004—2006 годах работала в миссии Организации Объединенных Наций .
В 2006—2008 годах работала в международном фонде избирательных систем (IFES) Политические финансы Исследования.
В 2008—2009 годах работала в министерстве иностранных дел Грузии
В 2009—2012 годах министр исправительных учреждений и правовой помощи Грузии
19 сентября 2012 года подала в отставку из-за протестов, вызванных скандалом с пытками и изнасилованиями заключенных в Глданской тюрьме.
Говорит на грузинском, русском, английском , немецком и французском языках.